# Rob Guest
Robert John (Rob) Guest (Birmingham, 17 juli 1950 – Melbourne (Australië), 2 oktober 2008) was een acteur en zanger in Nieuw-Zeeland.
Guest werd geboren in Engeland maar verhuisde op dertienjarige leeftijd met zijn ouders naar Auckland in Nieuw-Zeeland. Hij kreeg vooral bekendheid door zijn werk in Australische musicals, in het bijzonder door zijn rollen in producties van The Phantom of the Opera. Hij speelde van 1991 tot 1998 2.289 keer de hoofdrol.
Op de avond van 30 september 2008 werd hij vanwege een beroerte opgenomen in het St Vincent's Hospital in Melbourne. Op 2 oktober overleed Rob Guest op 58-jarige leeftijd in het bijzijn van zijn familie.
- Gemeinsame Normdatei: 128959630
- International Standard Name Identifier: 0000 0001 1472 995X
- Library of Congress Control Number: no2001100517
- MusicBrainz: 4f119fcf-8769-40f5-8eee-a61240e742d3
- Virtual International Authority File: 56271840
- WorldCat: E39PBJyWY44fhwyJhXgxjcctrq